# FK Fayzkand
Der Football Club Fayzkand Hulbuk  ist ein tadschikischer Fußballklub mit Sitz in Hulbuk. Aktuell spielt der Verein in der ersten Liga, der  Wysschaja Liga.

## Geschichte
Der Verein wurde 2018 gegründet und startete in der zweiten Liga des Landes. In seiner ersten Zweitligasaison wurde man Vizemeister und stieg in die erste Liga auf.

## Stadion
Der Verein trägt seine Heimspiele im 20.000 Personen fassenden Central Stadium Gissar aus.

## Saisonplatzierung
| Saison | Liga                    | Level | Platz | Tajik Cup     |
| ------ | ----------------------- | ----- | ----- | ------------- |
| 2019   | Tajikistan First League | 2     | 2. ▲  |               |
| 2020   | Wysschaja Liga          | 1     | 7.    |               |
| 2021   | Wysschaja Liga          | 1     | 8.    | Viertelfinale |
| 2022   | Wysschaja Liga          | 1     | 6.    | Viertelfinale |
| 2023   | Wysschaja Liga          | 1     | 5.    | Viertelfinale |

## Trainerchronik
| Trainer             | Nation        | von             | bis             |
| ------------------- | ------------- | --------------- | --------------- |
| Takhirdzhon Muminov | Tadschikistan | 24. März 2020   | 27. Januar 2022 |
| Ali Nazarzade       | Iran          | 14. Januar 2022 |                 |